# Рагхунандана Тхакур
Рагхуна́ндана Тхаку́р (IAST: Raghunandana Ṭhākura) — кришнаитский святой, один из сподвижников Чайтаньи. Жил в Бенгалии в XVI веке. Рагхунандана был сыном Мукунды Дасы и внуком Нарахари Саракары. По профессии он был вайдьей (аюрведическим лекарем) — так же, как и его отец, служивший придворным лекарем у мусульманского правителя Хуссейн Шаха. В восьмилетнем возрасте Рагхунандана составил стотру, прославлявшую Чайтанью. Позднее Чайтанья повелел ему поклоняться семейным мурти. Следуя наказу Чайтаньи, Рагхунандана отправился на родину своих предков, в деревню Шрикханда, где и провёл остаток своих дней.